# John Corbett (rugby à XV)
Pour les articles homonymes, voir John Corbett (homonymie).

a Compétitions nationales et continentales officielles uniquement.

John Corbett, né en janvier 1880 à Reefton et mort le 11 avril 1945 à Ratapiko, est un joueur de rugby à XV qui a joué avec l'équipe de Nouvelle-Zélande des matchs de tournée sans jouer de test match. Il évolue au poste de deuxième ligne. 

## Carrière
Il participe à la tournée des Originals, équipe représentant la Nouvelle-Zélande en tournée en Grande-Bretagne en 1905, en France et en Amérique du Nord en 1906. Il joue seize matchs de tournée avec les All Blacks, mais ne joue aucun test match.

## Statistiques en équipe nationale
- 0 sélection avec l'équipe de Nouvelle-Zélande
- Nombre total de matchs avec les All Blacks : 16